# Цорнединг
Цорнединг (нем. Zorneding) — община в Германии, в земле Бавария. 
Подчиняется административному округу Верхняя Бавария. Входит в состав района Эберсберг.  Население составляет 8836 человек (на 31 декабря 2010 года). Занимает площадь 23,77 км².